# آتشفشان ژومایتپک
آتشفشان ژومایتپک (به اسپانیایی: Volcán Jumaytepeque) یک کوه در گواتمالا است که در گواتمالا واقع شده‌است. آتشفشان ژومایتپک ۱٬۸۱۵ متر بالاتر از سطح دریا واقع شده‌است.